# Freedom Williams
Frederick Brandon Williams (Brooklyn, 13 de febrero de 1968), más conocido como Freedom Williams, es un músico y compositor estadounidense que logró reconocimiento como vocalista del grupo C+C Music Factory.

## Carrera
La voz de Williams puede escucharse en algunas canciones del álbum debut de C+C Music Factory, incluyendo el éxito No. 1 de la lista Billboard Hot 100 "Gonna Make You Sweat (Everybody Dance Now)" y otros éxitos como "Here We Go (Let's Rock & Roll)" y "Things That Make You Go Hmmm..." Todas estas canciones encabezaron la lista Hot Dance Music/Club Play. El fundador de C+C Music Factory Robert Clivillés afirma que le pidió a Williams que participara en la grabación del nuevo material del grupo en 1994, pero Williams se rehusó a hacerlo por estar involucrado en su nueva etapa como solista.
El álbum debut de Williams, titulado Freedom, fue publicado el 1 de junio de 1993 por Columbia Records. El sencillo "Voice of Freedom" alcanzó la posición #74 en la lista Billboard Hot 100 y la #4 en la lista Hot Dance Music/Club Play en 1993. Su siguiente sencillo, "Groove Your Mind", logró ubicarse en la posición #33 en la misma lista. En 2004, su sencillo "Sweat the Remixes" cosechó gran éxito en las listas británicas. La canción logró buena radiodifusión y se ubicó en la posición #8 en las listas de Dance británicas ese año.

## Discografía

### Álbumes
- Freedom (1993, Columbia Records)
- Sweat (Everybody Dance Now) (2004, RMD Entertainment/Mega Bop)

### Sencillos
- "Voice of Freedom"
- "Groove Your Mind"
- "Proud Warrior"
- "Back In"
- "Sweat the Remixes"